# Mitch Murray
Mitch Murray (né le 30 janvier 1940 à Hove) est un auteur-compositeur et producteur britannique. Il est l'auteur de plusieurs singles à succès dans les années 1960 et 1970.

## Liste de chansons écrites par Mitch Murray
- How Do You Do It? (no 1 au Royaume-Uni pour Gerry and the Pacemakers en 1963)
- I Like It (no 1 au Royaume-Uni pour Gerry and the Pacemakers en 1963)
- I'm Telling You Now (no 2 au Royaume-Uni pour Freddie and the Dreamers en 1963, coécrite avec Freddie Garrity)
- You Were Made for Me (no 3 au Royaume-Uni pour Freddie and the Dreamers en 1963)
- I Knew It All The Time (enregistrée par The Dave Clark Five en 1964)
- Even the Bad Times Are Good (no 4 au Royaume-Uni en 1967 pour The Tremeloes)
- The Ballad of Bonnie and Clyde (en) (no 1 au Royaume-Uni en 1968 pour Georgie Fame, coscritte avec Peter Callander (en))
- Ragamuffin Man (no 8 au Royaume-Uni pour Manfred Mann en 1969)
- Goodbye Sam, Hello Samantha (no 6 au Royaume-Uni pour Cliff Richard en 1970)
- Las Vegas (no 21 au Royaume-Uni pour Tony Christie en 1971)
- I Did What I Did for Maria (no 2 au Royaume-Uni pour Tony Christie en 1971)
- Avenues and Alleyways (no 37 au Royaume-Uni pour Tony Christie en 1973)
- The Night Chicago Died (en) (no 1 aux États-Unis en 1974 pour Paper Lace (en), coécrite avec Peter Callander)
- Billy Don't Be a Hero (en) (no 1 au Royaume-Uni en 1974 pour Paper Lace et aux États-Unis la même année pour Bo Donaldson and The Heywoods (en), coécrite avec Peter Callander)